# П'ясецька-Процишин Олександра Олексіївна

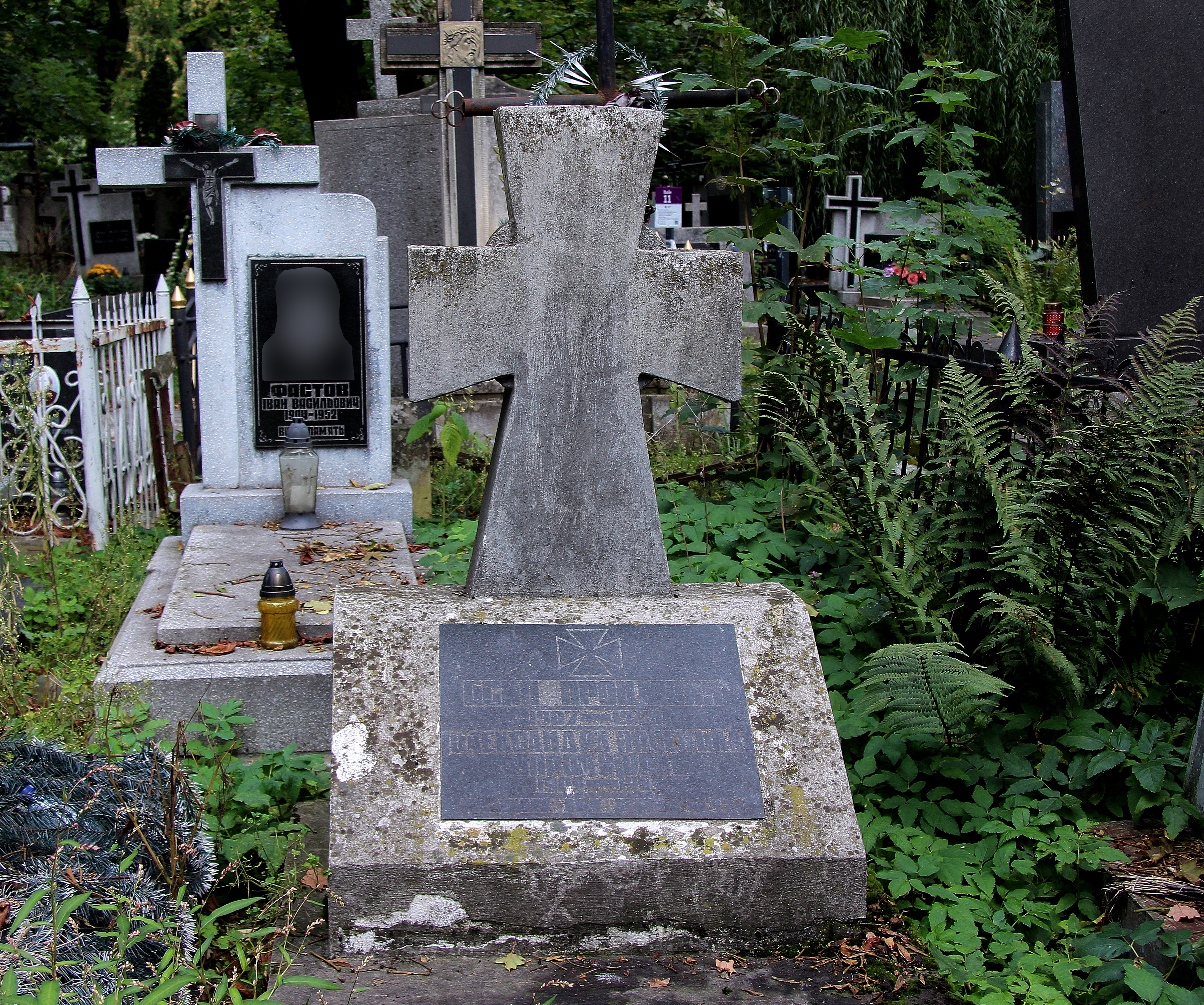

Олександра Олексіївна П'ясецька-Процишин (пластунське псевдо «Нома»; 2 вересня 1909, с. Старе Хоросно, Львівська область — 12 червня 1998, м. Львів) — українська піаністка, учителька, громадська діячка, пластунка.

## Життєпис
Олександра П'ясецька-Процишин народилася 2 вересня 1909 року в селі Старе Хоросно, нині Солонківської громади Львівського району Львівської области України.
З шести років опановувала гру на фортепіано у Вищому музичному інституті імені Миколи Лисенка клас Марії Криницької та Василя Барвінського. Закінчила гімназії сестер Василіянок та «Рідна школа». Під час навчання вступила до гуртка «Пчілка» 2-го куреня ім. Марти Борецької. З переходом до Уладу старших пластунів була курінною писаркою 14-го куреня «Санітарки». У 1928 році відбула обласний табір на Соколі.
У 1937 році одружується з пластуном, членом УВО та ОУН Осипом Процишиним. Того ж року подружжя заарештовує польська поліція. Невдовзі Олександру звільняють з-під арешту, а її чоловіка висилають в концтабір Березу Картузьку, звідки він повертається хворим на туберкульоз і потім помирає.
З початком Другої світової війни пластуни з куреня «Лісові чорти» передали Олександрі на зберігання прапор. У 1947 році побоюючись репресій від радянської влади вона разом із подружжям Старосольських розшили дві частини стягу навпіл. Частину з тризубом закопали в підвалі одного з львівських будинків, а другу половину прапора у 1989 році перевіз до США племінник Олександри. У 2007 році частину прапора з тризубом львівські пластуни віднайшли завдяки Людмилі Рудко-Cтаросольській, яка вказала на його місцерозташування.
Під час німецької окупації викладала в музичній школі, а також була концертмейстером. Учасниця відродження «Пласту». Проводить пластові табори у Брюховичах та Розлучі, організовує мандрівки та сходження на Говерлу.
Після закінчення воєнних дій активно займалася організацією львівських музичних шкіл, де працювала учителькою.
Померла 12 червня 1998 року у м. Львові. Похована на 4 полі Янівського цвинтаря.